# 1968-as Le Mans-i 24 órás verseny
A 36. Le Mans-i 24 órás versenyt 1968. szeptember 28. és szeptember 29. között rendezték meg.

## Végeredmény
|    | Kategória | #  | Csapat                                | Versenyzők                              | Modell                       | Motor                   | Körök |
| -- | --------- | -- | ------------------------------------- | --------------------------------------- | ---------------------------- | ----------------------- | ----- |
| 1  | S 5.0     | 9  | John Wyer Automotive Engineering Ltd. | Pedro Rodriguez Lucien Bianchi          | Ford GT40 Mk. I              | Ford 4.9L V8            | 331   |
| 2  | P 3.0     | 66 | Squadra Tartaruga                     | Rico Steinemann Dieter Spoerry          | Porsche 907L                 | Porsche 2.2L Flat-8     | 326   |
| 3  | P 3.0     | 33 | Porsche System Engineering            | Jochen Neerpasch Rolf Stommelen         | Porsche 908                  | Porsche 3.0L Flat-8     | 325   |
| 4  | P 2.0     | 39 | Autodelta SpA                         | Ignazio Giunti Nanni Galli              | Alfa Romeo T33/2             | Alfa Romeo 2.0L V8      | 322   |
| 5  | P 2.0     | 38 | Autodelta SpA                         | Carlo Facetti Spartaco Dini             | Alfa Romeo T33/2             | Alfa Romeo 2.0L V8      | 315   |
| 6  | P 2.0     | 40 | Autodelta SpA                         | Mario Casoni Giampiero Biscaldi         | Alfa Romeo T33/2             | Alfa Romeo 2.0L V8      | 305   |
| 7  | S 5.0     | 21 | David Piper Racing                    | David Piper Richard Attwood             | Ferrari 250LM                | Ferrari 3.3L V12        | 302   |
| 8  | P 3.0     | 30 | Société des Automobiles Alpine        | André de Cortanze Jean Vinatier         | Alpine A220                  | Renault-Gordini 3.0L V8 | 297   |
| 9  | P 2.0     | 57 | Ecurie Savin-Calberson                | Alain LeGuellec Alain Serpaggi          | Alpine A210                  | Renault-Gordini 1.5L I4 | 289   |
| 10 | P 1.3     | 52 | Société des Automobiles Alpine        | Jean-Luc Thérier Bernard Tramont        | Alpine A210                  | Renault-Gordini 1.3L I4 | 288   |
| 11 | P 1.3     | 53 | Trophée Le Mans                       | Christian Ethuin Bob Wollek             | Alpine A210                  | Renault-Gordini 1.3L I4 | 282   |
| 12 | GT 2.0    | 43 | Jean-Pierre Gaban                     | Jean-Pierre Gaban Roger van der Schrick | Porsche 911T                 | Porsche 2.0L Flat-6     | 281   |
| 13 | GT 2.0    | 64 | Claude Laurent                        | Claude Laurent Jean-Claude Ogier        | Porsche 911T                 | Porsche 2.0L Flat-6     | 276   |
| 14 | P 1.3     | 55 | Société des Automobiles Alpine        | Jean-Pierre Nicolas Jean-Claude Andruet | Alpine A210                  | Renault-Gordini 1.0L I4 | 272   |
| 15 | P 1.3     | 50 | Donald Healey Motor Company           | Roger Enever Alec Poole                 | Austin-Healey Sprite Le Mans | BMC 1.3L I4             | 255   |
| 16 | P 2.0     | 46 | Ecurie Fiat-Abarth France             | Marcel Martin Jean Mésange              | Fiat Dino                    | Ferrari 2.0L V6         | 253   |

## Nem értékelhető
|    | Kategória | #  | Csapat          | Versenyzők                                         | Modell      | Motor                   | Körök |
| -- | --------- | -- | --------------- | -------------------------------------------------- | ----------- | ----------------------- | ----- |
| 17 | GT 1.3    | 61 | Ecurie Léopard  | Jacques Bourdon Maurice Nussbaumer Michel Pouteaux | Alpine A110 | Renault-Gordini 1.3L I4 | 215   |
| 18 | GT 1.3    | 51 | Bernard Collomb | Bernard Collomb Francois Lacarreau                 | Alpine A110 | Renault-Gordini 1.3L I4 | 167   |

## Nem ért célba
|    | Kategória | #  | Csapat                                | Versenyzők                                    | Modell                | Motor                    | Körök |
| -- | --------- | -- | ------------------------------------- | --------------------------------------------- | --------------------- | ------------------------ | ----- |
| 19 | P 3.0     | 24 | Equipe Matra Sports                   | Johnny Servoz-Gavin Henri Pescarolo           | Matra MS630           | Matra 3.0L V12           | 283   |
| 20 | P 3.0     | 27 | Ecurie Savin-Calberson                | Mauro Bianchi Patrick Depailler               | Alpine A220           | Renault-Gordini 3.0L V8  | 257   |
| 21 | P 2.0     | 45 | Jean-Pierre Hanrioud                  | Jean-Pierre Hanrioud André Wicky              | Porsche 910           | Porsche 2.0L Flat-6      | 248   |
| 22 | GT 2.0    | 44 | Auguste Veuillet                      | Guy Chasseuil Claude Ballot-Léna              | Porsche 911T          | Porsche 2.0L Flat-6      | 224   |
| 23 | S 5.0     | 20 | Scuderia Filipinetti                  | Herbert Müller Johnathon Williams             | Ferrari 250LM         | Ferrari 3.3L V12         | 212   |
| 24 | S 5.0     | 14 | North American Racing Team (NART)     | Masten Gregory Charlie Kolb                   | Ferrari 250LM         | Ferrari 3.3L V12         | 209   |
| 25 | S 2.0     | 42 | Christian Poirot                      | Christian Poirot Pierre Maublanc              | Porsche 906 Carrera 6 | Porsche 2.0L Flat-6      | 202   |
| 26 | P 3.0     | 29 | Société des Automobiles Alpine        | Jean Guichet Jean-Pierre Jabouille            | Alpine A220           | Renault-Gordini 3.0L V8  | 185   |
| 27 | GT +2.0   | 4  | Scuderia Filipinetti                  | Jean-Michel Giorgi Sylvain Garant             | Chevrolet Corvette    | Chevrolet 7.0L V8        | 157   |
| 28 | P 2.0     | 41 | Autodelta SpA                         | Nino Vaccarella Giancarlo Baghetti            | Alfa Romeo T33/2      | Alfa Romeo 2.0L V8       | 150   |
| 29 | P 3.0     | 35 | Alex Soler-Roig Squadra Tartaruga     | Alex Soler-Roig Rudi Lins                     | Porsche 907/8         | Porsche 2.2L Flat-8      | 145   |
| 30 | S5.0      | 6  | Jackie Epstein                        | Jackie Epstein Edward Nelson                  | Lola T70 Mk. III      | Chevrolet 5.0L V8        | 143   |
| 31 | S 5.0     | 12 | Strathaven Limited                    | Mike Salmon Eric Liddell                      | Ford GT40 Mk. I       | Ford 4.7L V8             | 131   |
| 32 | P 3.0     | 34 | Porsche System Engineering            | Joe Buzzetta Scooter Patrick                  | Porsche 908           | Porsche 3.0L Flat-8      | 115   |
| 33 | P 3.0     | 32 | Porsche System Engineering            | Gerhard Mitter Vic Elford                     | Porsche 908           | Porsche 3.0L Flat-8      | 111   |
| 34 | S 5.0     | 10 | John Wyer Automotive Engineering Ltd. | Paul Hawkins David Hobbs                      | Ford GT40 Mk. I       | Ford 4.9L V8             | 107   |
| 35 | P 2.0     | 37 | Racing Team VDS                       | Teddy Pilette Rob Slotemaker                  | Alfa Romeo T33/2      | Alfa Romeo 2.0L V8       | 104   |
| 36 | P 3.0     | 67 | Philippe Farjon                       | Robert Buchet Herbert Linge                   | Porsche 907/8         | Porsche 2.2L Flat-6      | 102   |
| 37 | S 5.0     | 19 | Paul Vestey                           | Paul Vestey Roy Pike                          | Ferrari 250LM         | Ferrari 3.3L V12         | 99    |
| 38 | P 3.0     | 22 | Howmet Corporation                    | Richard Thompson Ray Heppenstal               | Howmet TX             | Continental 3.0L Turbine | 84    |
| 39 | GT +2.0   | 17 | Scuderia Filipinetti                  | Jacques Rey Claude Haldi                      | Ferrari 275 GTB/C     | Ferrari 3.3L V12         | 78    |
| 40 | P 1.3     | 56 | Société des Automobiles Alpine        | Jean-Louis Marnat Jean-Francois Gerbault      | Alpine A210           | Renault-Gordini 1.0L I4  | 71    |
| 41 | P 3.0     | 23 | Howmet Corporation                    | Bob Tullius Hugh Dibley                       | Howmet TX             | Continental 3.0L Turbine | 60    |
| 42 | P 3.0     | 28 | Société des Automobiles Alpine        | Henri Grandsire Gerard Larrousse              | Alpine A220           | Renault-Gordini 3.0L V8  | 59    |
| 43 | P 3.0     | 31 | Porsche System Engineering            | Jo Siffert Hans Herrmann                      | Porsche 908           | Porsche 3.0L Flat-8      | 59    |
| 44 | P 2.0     | 36 | North American Racing Team (NART)     | Francois Chevalier Bernard Lagier de Giuseppe | Ferrari Dino 206S     | Ferrari 2.0L V6          | 54    |
| 45 | GT +2.0   | 3  | Scuderia Filipinetti                  | Umberto Maglioli Henri Greder                 | Chevrolet Corvette    | Chevrolet 7.0L V8        | 53    |
| 46 | S 5.0     | 7  | Sportscars Unlimited                  | Ulf Norinder Sten Axelsson                    | Lola T70 Mk. III      | Chevrolet 5.0L V8        | 47    |
| 47 | P 2.0     | 49 | Chris J. Lawrence                     | Chris Lawrence John Wingfield                 | Deep Sanderson 302    | Ford 1.6L I4             | 35    |
| 48 | GT 2.0    | 60 | Wicky Racing Team                     | Willy Meier Jean de Mortemart                 | Porsche 911T          | Porsche 2.0L Flat-6      | 30    |
| 49 | P 3.0     | 25 | John Woolfe Racing                    | John Woolfe Digby Martland                    | Chevron B12           | Repco 3.0L V8            | 27    |
| 50 | P 2.0     | 47 | Donald Healey Motor Company           | Clive Baker Andrew Hedges                     | Healey SR             | Coventry Climax 2.0L V8  | 20    |
| 51 | S 5.0     | 11 | John Wyer Automotive Engineering Ltd. | Brian Muir Jackie Oliver                      | Ford GT40 Mk. I       | Ford 4.9L V8             | 15    |
| 52 | P 2.0     | 65 | Racing Team VDS                       | Serge Trosch Karl von Wendt                   | Alfa Romeo T33/2      | Alfa Romeo 2.0L V8       | 7     |
| 53 | P 1.3     | 54 | André Moynet                          | Max Jean René Ligonnet                        | Moynet XS             | Simca 1.2L I4            | 6     |
| 54 | S 5.0     | 8  | Claude Dubois                         | Willy Mairesse Jean Blaton                    | Ford GT40 Mk. I       | Ford 4.7L V8             | 0     |